# Aedes camptorhynchus
Aedes camptorhynchus är en tvåvingeart som först beskrevs av Thomson 1869.  Aedes camptorhynchus ingår i släktet Aedes och familjen stickmyggor. Inga underarter finns listade i Catalogue of Life.